# NGC 7294
NGC 7294 est une très vaste galaxie lenticulaire relativement éloignée et située dans la constellation du Poisson austral. Cette galaxie a été découverte par l'astronome américain Francis Leavenworth en 1886. Cette galaxie a aussi été observée par l'astronome américain Lewis Swift en 1866 et elle a été inscrite à l'Index Catalogue sous la désignation IC 5225. 
Sa vitesse par rapport au fond diffus cosmologique est de 9 849 ± 32 km/s, ce qui correspond à une distance de Hubble de 145,3 ± 10,2 Mpc (∼474 millions d'al).
Trois galaxies se trouvent dans le même région du ciel que NGC 7294, soit LEDA 779487, 2dGRS TGS119Z045 et une dernière dont la désignation est inconnue sur la base de données Simbad. Cependant, une recherche des objets rapprochés de NGC 7294 dans la base de données NASA/IPAC permet de l'identifier. Il s'agit de WISEA J223209.98-252405.6. Les distances de Hubble de ces trois galaxies sont respectivement de 146,12 ± 10,28 Mpc (∼477 millions d'al) et 133,85 ± 9,56 Mpc (∼437 millions d'al). La distance de WISEA J223209.98-252405.6 est inconnue. Considérant les incertitudes des distances, les galaxies NGC 7294, LEDA 779487 et 2dGRS TGS119Z045 pourraient former un trio.